# Бакунино (станция)
Бакунино — остановочный пункт на железнодорожной линии Торжок — Соблаго, находится в центре Борковского сельского поселения, селе Большой Борок, в Кувшиновском районе Тверской области.

## История
Открыт в 1911 году как разъезд Борок — по находящимся в нескольких километрах сельцу и усадьбе. В советские годы переименован в Бакунино — по фамилии основоположника русского анархизма М. А. Бакунина, владевшего усадьбой Прямухино.
Ныне разъезд не существует, пути разобраны, все служебные постройки уничтожены. Действует как остановочный пункт.